# Alto Bela Vista
Alto Bela Vista is een gemeente in de Braziliaanse deelstaat Santa Catarina. De gemeente telt 2.071 inwoners (schatting 2009).